# Гонсалес Фрагосо, Ромуальдо
Ромуа́льдо Гонса́лес Фраго́со (исп. Romualdo González Fragoso; 1862—1928) — испанский миколог и фитопатолог.

## Биография
Ромуальдо Гонсалес Фрагосо родился в Севилье 18 мая 1862 года. Учился в местном врачебном училище, которое окончил в 1882 году. Затем отправился в Париж для изучения педиатрии. По возвращении в Испанию получил степень доктора философии. В 1883 году он стал корреспондентом Мадридского музея естественных наук. В 1884 году Ромуальдо передал музею 3 тысячи гербарных образцов, за что был удостоен звания командора Ордена Изабеллы Католической. С 1911 года почти полностью посвятил себя изучению микологии. Гонсалес Фрагосо описывал грибы Испании, а также Африки и Доминиканской республики, где он неоднократно путешествовал. Он описал 544 новых вида грибов.
В 1915 году Гонсалес Фрагосо принял участие в создании Криптогамического гербария Национального музея естественных наук, в 1928 году перевезённого в Мадридский ботанический сад.
Ромуальдо Гонсалес Фрагосо скончался в Мадриде 3 июня 1928 года.
Он был членом множества научных обществ Европы. Среди них Лионское Линнеевское общество, Микологическое общество Франции, Испанское общество естественной истории (президентом которого он был в 1920 году).

## Некоторые научные работы
- González Fragoso, R. Micromicetos varios de España y de Cerdaña. — Madrid, 1916. — 115 p.
- González Fragoso, R. Bosquejo de una flórula hispalense de micromicetos. — Madrid, 1916. — 221 p.
- González Fragoso, R. Fungi novi vel minus cogniti Horti botanici matritensis, lecti ab Arturo Caballero. — Madrid, 1917. — 99 p.
- González Fragoso, R. Enumeración y distribución geográfica de los Uredales. — Madrid, 1918. — 267 p.
- González Fragoso, R.; Fischer, E. Uredales. — Madrid, 1924—1925. — Vol. I—II.
- González Fragoso, R.; Font Quer, P. Historia natural. — Barcelona, 1926. — Vol. III. — 519 p.
- González Fragoso, R. Botánica criptogámica agrı́cola. — Madrid, 1927. — 321 p.

## Роды, названные в честь Р. Гонсалеса Фрагосо
- Fragosia Caball., 1928
- Fragosoa Cif., 1926, nom. illeg. [= Hysterographium Corda, 1842]
- Fragosoella Petr. & Syd., 1927 [= Phomopsis (Sacc.) Sacc., 1905]